# Thomas Minder
Thomas Minder (Schaffhausen, 26 december 1960) is een Zwitsers onafhankelijk politicus uit het kanton Schaffhausen.

## Biografie

### Opleiding
Thomas Minder studeerde aan de Handelshogeschool van Neuchâtel en de Universiteit van Fordham in de Amerikaanse staat New York.

### Ondernemer
Hij is directeur van een Zwitsers cosmeticabedrijf. Dit bedrijf was grote contracten aangegaan met de Zwitserse luchtvaartmaatschappij Swissair. Na het faillissement van Swissair in 2001 kwam ook het bedrijf van Minder in financiële problemen. Hoewel het bedrijf niet failliet ging, leed Minder toch zware verliezen. Later verklaarde Minder verontwaardigd te zijn over het gedrag van de bestuurders van Swissair, die zichzelf op het einde het equivalent van 5 jaar loon vooruitbetaalden terwijl hun bedrijf in financiële moeilijkheden verkeerde. Hij stelde tevens dat dit faillissement "zijn blik op de zakenwereld en de federale politiek" grondig heeft veranderd.

### Politicus
Hierop besloot Minder om zich verkiesbaar te stellen bij de federale parlementsverkiezingen van 2011. Hij werd daarbij als onafhankelijke verkozen als lid van de Kantonsraad voor zijn kanton Schaffhausen. In de Kantonsraad maakt hij evenwel deel uit van de fractie van de Zwitserse Volkspartij (SVP/UDC). Onafhankelijke parlementsleden dienen immers lid te worden van een fractie opdat ze kunnen deelnemen aan commissievergaderingen. Bij de parlementsverkiezingen van 2015 en die van 2019 geraakte hij herverkozen. Voor zijn mandaat in de Kantonsraad oefende Minder nooit een politieke functie uit.
Het Swissair-faillissement bracht hem er tevens toe om de vereiste 100.000 handtekeningen te verzamelen om bij wijze van een bevolkingsinitiatief een referendum af te dwingen voor strengere regels voor buitensporige verloningen van vennootschapsbestuurders. Het bevolkingsinitiatief tegen buitensporige verloningen werd op 3 maart 2013 met 67,9% van de stemmen door meer dan twee derde van de Zwitserse kiezers goedgekeurd.
In 2023 geraakte Minder niet opnieuw herverkozen.

## Persoonlijk
Minder woont in Neuhausen am Rheinfall en is vrijgezel. In het Zwitserse leger heeft hij de graad van eerste luitenant.